# Braives
Braives är en kommun i Belgien.   Den ligger i provinsen Liège och regionen Vallonien, i den centrala delen av landet, 60 km öster om huvudstaden Bryssel. Antalet invånare är 5 791.
Trakten runt Braives består till största delen av jordbruksmark. Runt Braives är det ganska tätbefolkat, med 179 invånare per kvadratkilometer.